# Drużbaki Wyżne
Drużbaki Wyżne (słow. Vyšné Ružbachy, węg. Felsőzúgó, niem. Oberrauschenbach) – miejscowość uzdrowiskowa w powiecie Lubowla, w kraju preszowskim na Słowacji. Pierwsza wzmianka pisemna o miejscowości pochodzi z roku 1329.
W miejscowości znajdują się źródła wód mineralnych i kąpielisko termalne z basenami o maksymalnej temperaturze ok. 33 °C. Atrakcją miejscowości jest jeziorko trawertynowe Kráter vo Vyšných Ružbachoch. Ma ono kolisty kształt, średnicę ok. 20 m, powierzchnię 284 m² i głębokość 3 m. Otacza je trawertynowe obrzeże o wysokości 1 m i szerokości ok. 2 m.
We wsi jest używana gwara przejściowa słowacko-spiska. Gwara spiska jest zaliczana przez polskich językoznawców jako gwara dialektu małopolskiego języka polskiego, przez słowackich zaś jako gwara przejściowa polsko-słowacka.

## Galeria

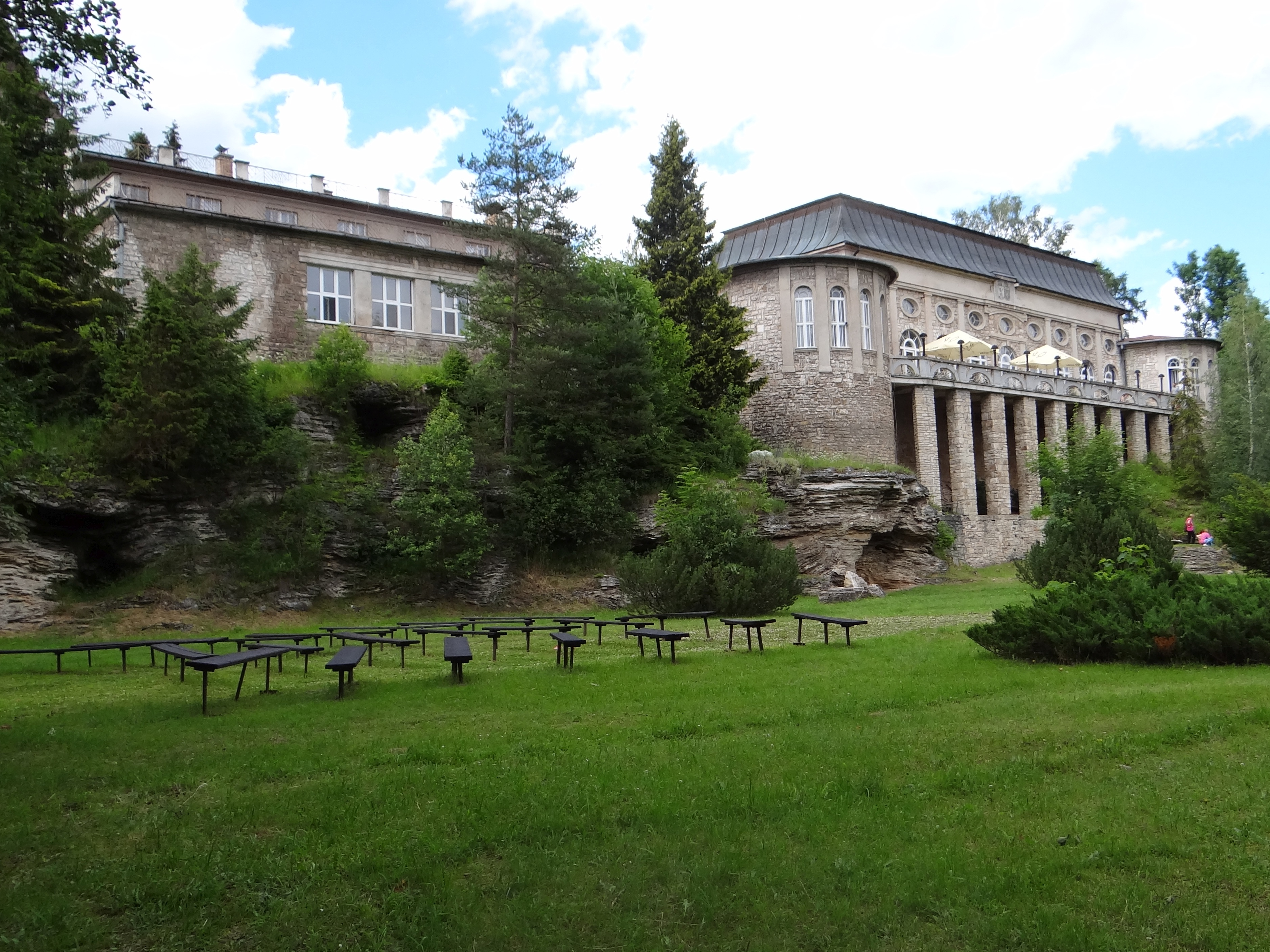
Park zdrojowy, Biały dom
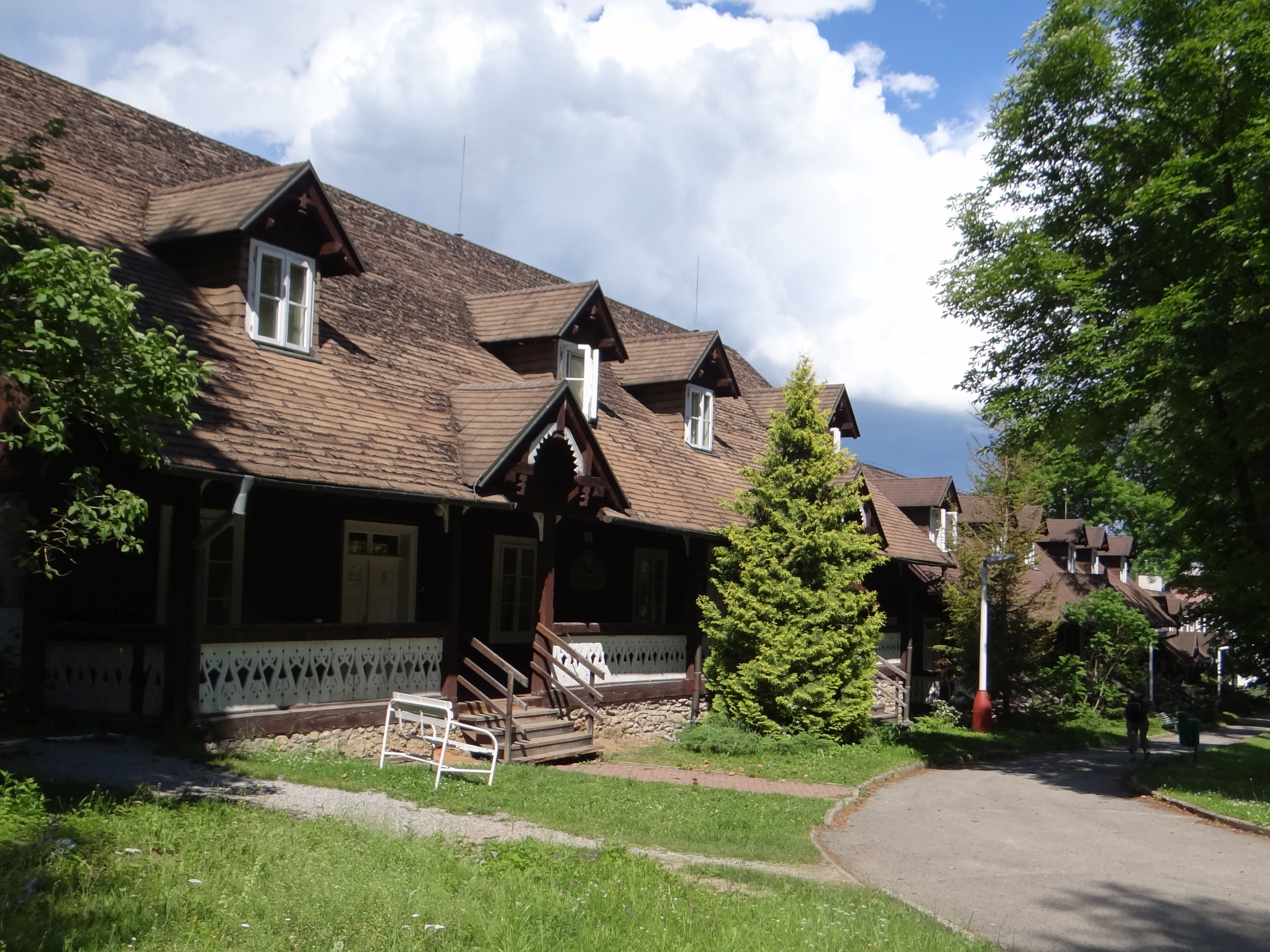
Park zdrojowy, domki szwajcarskie
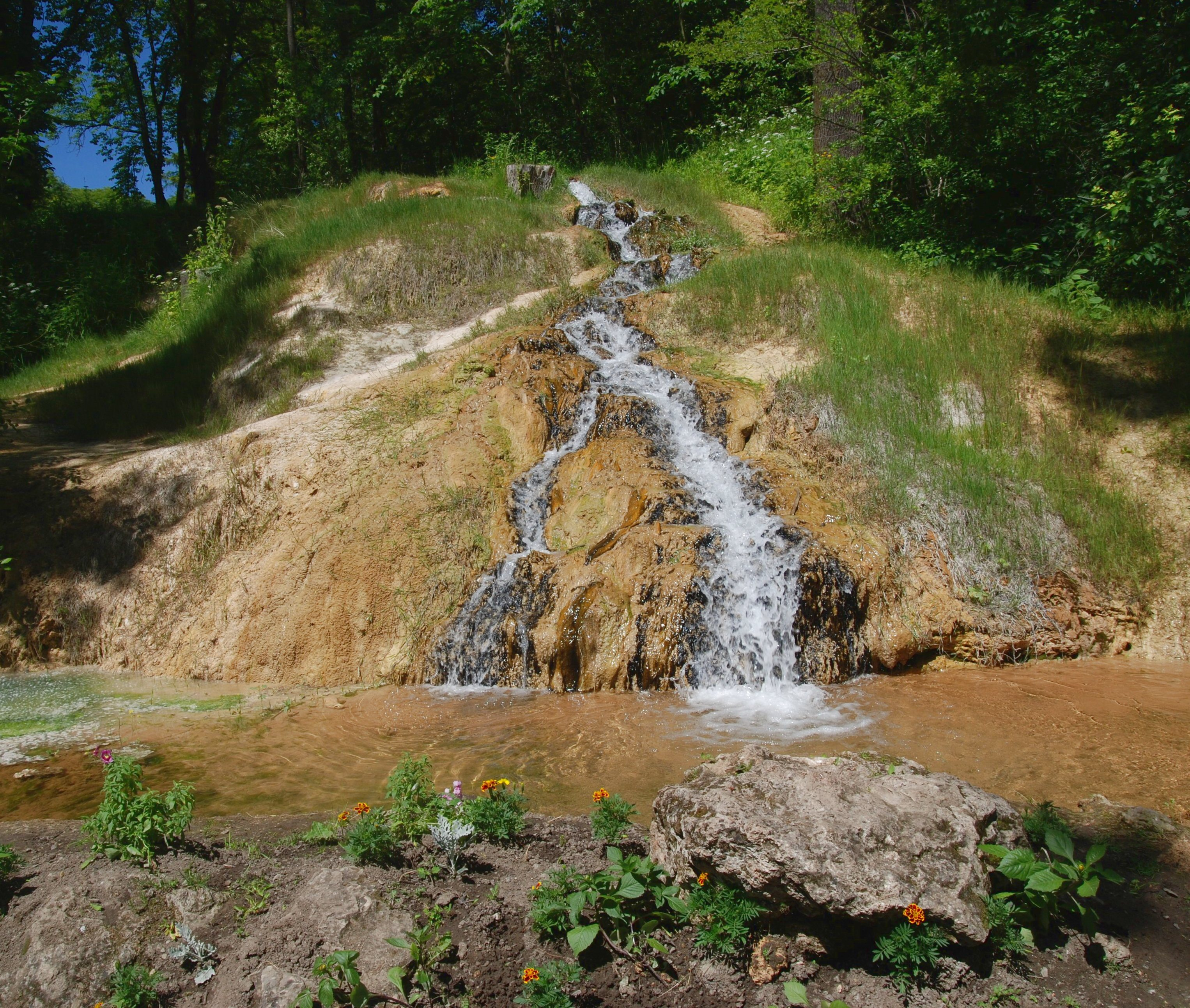
Trawertynowa kopa w parku zdrojowym
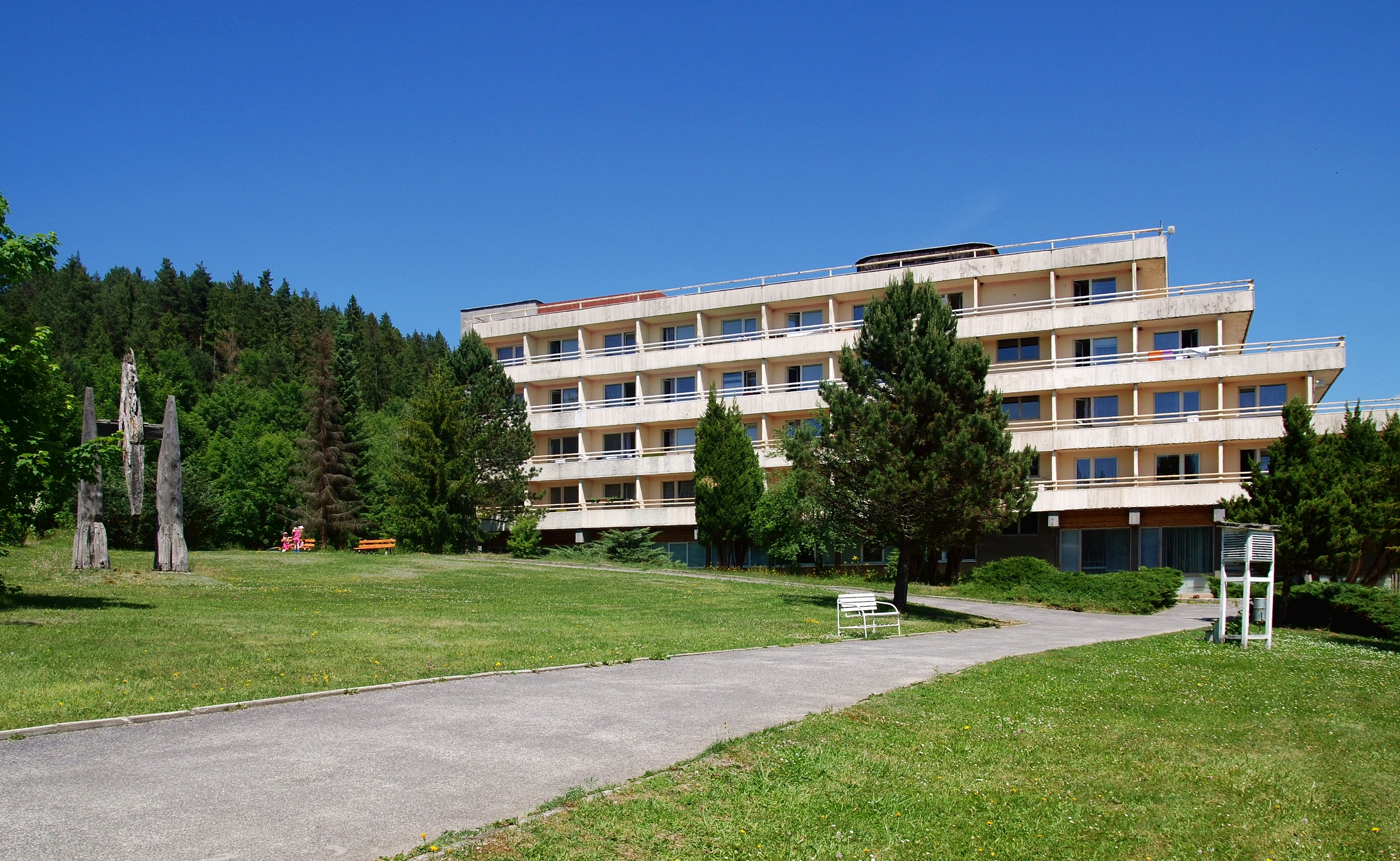
Hotel
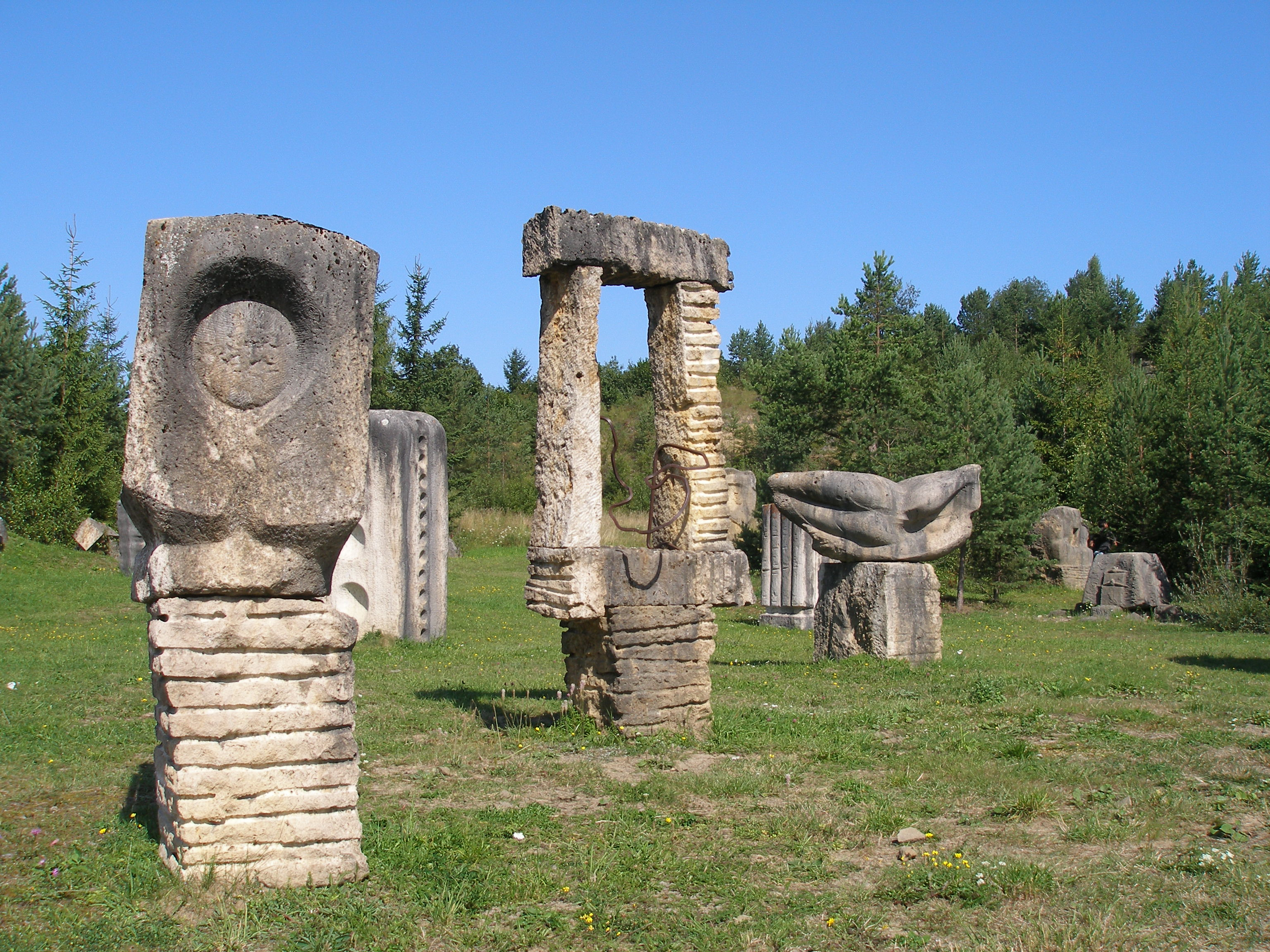
Trawertynowe rzeźby
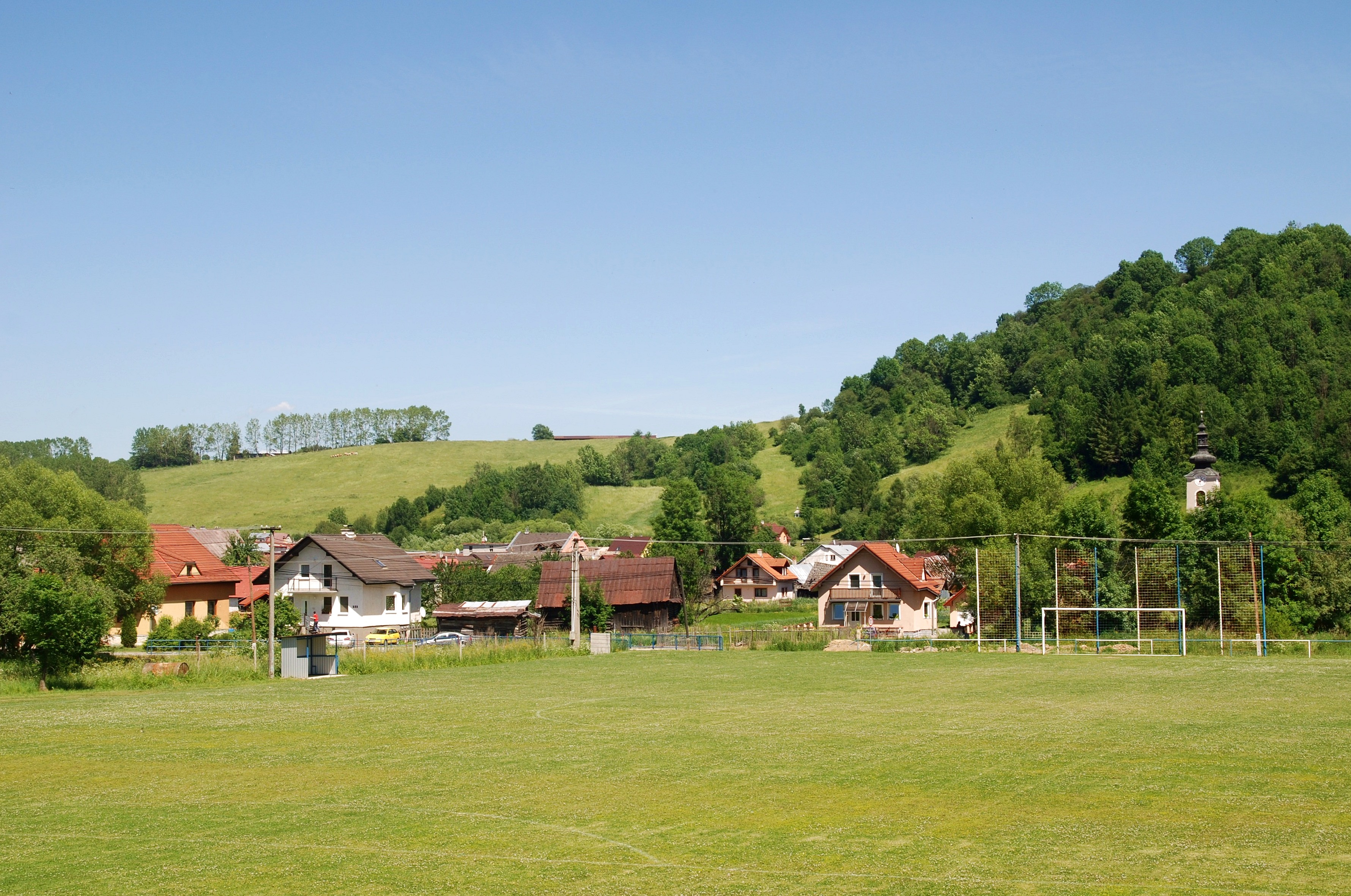
Widok na wieś